# Холокост в Браславском районе
Холокост в Бра́славском районе — систематическое преследование и уничтожение евреев на территории Браславского района Витебской области оккупационными властями нацистской Германии и коллаборационистами в 1941—1944 годах во время Второй мировой войны, в рамках политики «Окончательного решения еврейского вопроса» — составная часть Холокоста в Белоруссии и Катастрофы европейского еврейства.

## Геноцид евреев в районе
После оккупации немецкими войсками Браславский район административно стал относиться к территории рейхскомиссариата «Остланд» генерального округа Белорутения, а западная часть Видзовского района — к генеральному округу Литва. Вся полнота власти в районе принадлежала нацистской военной оккупационной администрации во главе с ордскомендантом Браславской ордскомендатуры, здание которой располагалось в Браславе на улице Либкнехта.
Для осуществления политики геноцида и проведения карательных операций сразу вслед за войсками в район прибыли карательные подразделения войск СС, айнзатцгруппы, зондеркоманды, тайная полевая полиция (ГФП), полиция безопасности и СД, жандармерия и гестапо. Практически сразу они отделяли евреев от остальных жителей и убивали их или загоняли в гетто.
Во всех крупных деревнях района были созданы районные управы и полицейские гарнизоны из белорусских, литовских и латышских коллаборационистов, а также из членов Армии Крайовой. Ещё до осени 1941 года во всех населённых пунктах района были назначены старосты (солтысы).
Уже с первых дней оккупации района немцы начали убивать евреев. Подобные «акции» (таким эвфемизмом гитлеровцы называли организованные ими массовые убийства) повторялись множество раз во многих местах. В тех населённых пунктах, где евреев убили не сразу, их содержали в условиях гетто вплоть до полного уничтожения.
За время оккупации евреи Браславского района были практически полностью убиты. Масштабы убийств были особенно велики в Браславе, деревнях Замостье, Плюсы, Дубино, Кисловщина, Опса, Слободка, Яйсы, Иказнь, Самуйлы, Укляи, Перебродье, Лабецкие. До начала 1990-х годов эти факты замалчивались официальными властями.
В деревне Лабецкие (Опсовский сельсовет) 22 февраля 1943 года отряд полицаев Опсовского гарнизона убил всех жителей — 28 человек, которые были в этот день в деревне — за то, что они по очереди прятали у себя старика-еврея. После войны на их братской могиле был установлен памятник.
Во время оккупации летом 1942 года евреев деревни Яйсы (Слободковский сельсовет) — несколько десятков семей — увезли в Браславское гетто. Но 13 человек, в основном мужчин, полицаи убили на месте. Их похоронили на западной окраине деревни, а после войны на этом месте был установлен памятный знак. В 1960-е годы захоронение было заброшено.

## Гетто
Реализуя нацистскую программу уничтожения евреев, немцы создавали гетто почти во всех городах и населённых пунктах Беларуси, где проживало еврейское население. Так и в Браславском районе оккупанты согнали ещё оставшихся в живых евреев в 9 гетто — в Браславе, Видзах, Дрисвятах, Друйске, Друе, Дубино, Иказни, Козянах и Опсе. Эти гетто были уничтожены в 1942—1943 годах.
В гетто евреям под страхом смерти запрещалось: появляться без опознавательных знаков (нашитые на одежду спереди и сзади округлые жёлтые латы или шестиконечные звёзды), без разрешения выходить за территорию гетто, общаться с нееврейским населением, менять место проживания внутри гетто, пользоваться тротуарами, заходить в парки, кинотеатры и другие общественные места. На каждом еврейском доме должна быть надпись «юде», запрещалось иметь скотину, птицу, шерсть, тёплые вещи.
Вплоть до самого уничтожения евреев из гетто использовали на самых грязных и тяжёлых принудительных работах, от чего многие умерли от истощения, голода и болезней при полном отсутствии медицинской помощи.
- В гетто в Браславе (июль 1941 — 3 июня 1943) — были убиты около 4500 евреев.
- В гетто в Видзах (лето 1941 — декабрь 1942) — погибли более 2700 евреев.
- В гетто в Дрисвятах (лето 1941 — сентябрь 1942) — были убиты более 100 евреев.
- В гетто в Друе (лето 1941 — 12 июня 1942) — погибли около 2200 евреев.
- В гетто в Козянах (лето 1941 — декабрь 1942) — были убиты около 1000 евреев.
- В гетто в Дубино (лето 1941 — зима 1941) — были убиты более 100 евреев.
- В гетто в Иказни (лето 1941 — лето 1942) — погибли десятки евреев.
- В гетто в Опсе (июнь 1942 — сентябрь 1942) — были убиты более 300 евреев.

### Гетто в Друйске
Деревня Друйск была оккупирована в конце июня 1941 года. Евреев деревни — несколько сотен человек — содержали в гетто, и убили в течение 1941—1942 годов.

## Случаи спасения и «Праведники народов мира»
В Браславском районе 32 человека были удостоены почетного звания «Праведник народов мира» от израильского Мемориального комплекса Катастрофы и героизма еврейского народа «Яд Вашем» «в знак глубочайшей признательности за помощь, оказанную еврейскому народу в годы Второй мировой войны».
- Нарушко Игнатий и Генефа. Ими были спасены Хлавна и Соня Пинцовы, и Темпельман Александра в деревне Козорезы.
- Щербинские Донат, Юзефа и Владислав. Ими были спасены Фишер Ента, Гравец Лейба, Гита и Ида в деревне Каменка.
- Чесновицкие Эмилия, Ядвига, Иозеф и Альфонс, и Матуль Игнатий. Ими были спасены Марон Мендель и Маша, Фишер Хана и Тувья, его брат Мотель и Фишер Мотель в деревне Коханишки.
- Капуста Анастасия, Егор, Константин и Соломея. Ими были спасены Рукшины (семья) в деревне Довьяты.
- Кижло Леонтина и Михаил. Ими была спасена семья Баркан в деревне Шемельки (ныне не существует).
- Дворецкие Владимир и Мария, Чекан (Дворецкая) Валентина, Ламберт (Дворецкая) Клавдия. Ими были спасены Рукшин Меер и его сын Александр в деревне Замошье.
- Вишневские Софья и Феликс, Киселевский Петр. Ими были спасены Финкельштейн Мейер и Шпаер Рафаэль в деревне Балюи.
- Цвечковские Эдуард, Надежда и Раиса. Ими был спасён Фейгель Александр в деревне Коленковщина[25].
- Денисовы Анна, Гаврила и Леонид, Жоровы Арсен и Марфа, Девятко (Жорова) Олимпиада. Ими были спасены Самовар Ицхак и другие евреи в деревне Заполевщина.

Семья Кандилевских из деревни Илишки спасла Сару Кац-Мовшензон с мужем и сыном. Юзефа Сивицкая и местный ксёндз из деревни Урбаны спасли Рахиль Гуревич с дочками Ханой и Ревекой. Станислав Шакель из деревни Ковшанки помогал прятаться 17 евреям, в том числе семьям Любович и Зусман. Василий Иванов с дочкой из деревни Зачаревье прятал Хану Банд. Василий Бреско помог спастись Славе Пинцовой и её семье в деревне Вязавичи.

## Память
Браславский район был полностью освобождён от гитлеровцев 24 июля 1944 года.
На Браславщине, кроме Браслава и Опсы, памятники расстрелянным евреям установлены в Слободке (в 2007 году), Яйсах и Видзах (на деньги из фонда семьи Лазарусов), и в Козянах.
Нет памятника на месте убийства евреев в Богино (Далёковский сельсовет).
Стоит памятник в Лесничовке, на окраине Браслава, рядом с насосной станцией, в пятидесяти метрах от дороги Браслав-Даугавпилс с надписью «На этом месте в 1942 году была зверски замучана и расстреляна фашистами группа советских граждан-патриотов».
Нет памятника на братской могиле на Скурьятовой горке, расположенной при выезде из Браслава в сторону Полоцка. На этом месте на мельнице прятались десять молодых евреев, бежавших из гетто. Немцы нашли их и расстреляли.
Опубликованы неполные списки евреев, убитых в Браславском районе.